# Репьевка (Белебеевский район)
Репьевка (баш. Репьевка) — деревня в Белебеевском районе Башкортостана. Входит в Тузлукушевский сельсовет.

## География
Расстояние до:
- районного центра (Белебей): 12 км,
- центра сельсовета (Тузлукуш): 7 км,
- ближайшей ж/д станции (Аксаково): 23 км.

## Население
| 2002 | 2009 | 2010 |
| ---- | ---- | ---- |
| 19   | ↗27  | ↗29  |

Национальный состав
Согласно переписи 2002 года, преобладающие национальности — русские (58 %), украинцы (32 %).

## Инфраструктура

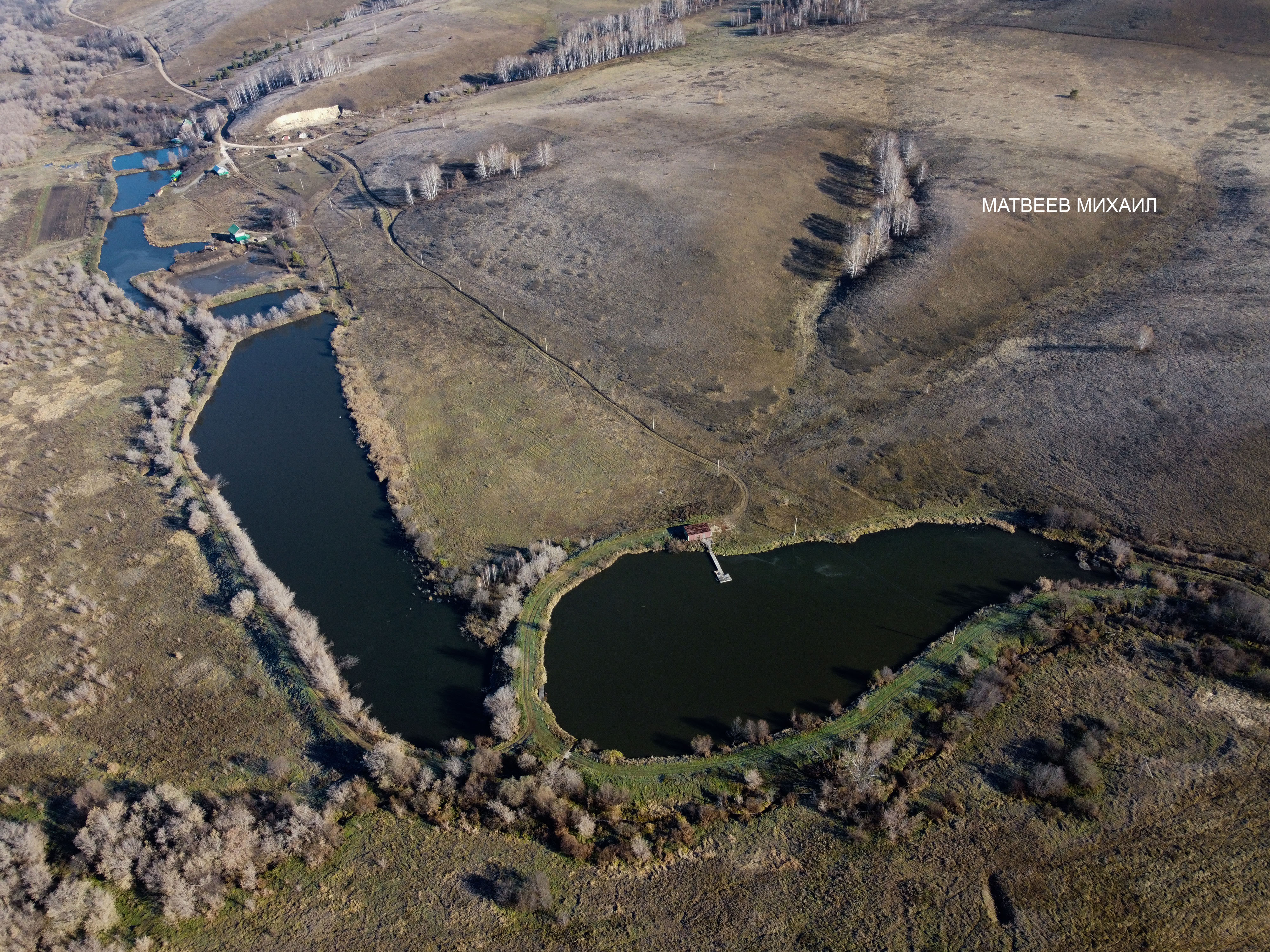
База отдыха "Репьевка"

База отдыха на реке Усень.